# كريس كير
كريس كير (بالإنجليزية: Chris Kerr)‏ (6 سبتمبر 1978 - ) هو لاعب كرة قدم بريطاني في مركز الظهير. لعب مع نادي سانت ميرين ونادي ألوا أثليتيك.

## وصلات خارجية
- كريس كير على موقع Soccerbase.com (لاعب) (الإنجليزية)